# 平地镇
平地镇，是中华人民共和国四川省攀枝花市仁和区下辖的一个乡镇级行政单位。

## 行政区划
平地镇下辖以下地区：
平地街社区、迤沙拉社区村、白拉古村、辣子哨村、平地村和波西村。

## 中国传统村落
2012年，迤沙拉村被评为首批“中国传统村落”。